# ديربارك (نيويورك)
ديربارك (بالإنجليزية: Deerpark, New York)‏ هي بلدة أمريكية تقع في الولايات المتحدة في نيويورك (ولاية). يقدر عدد سكانها بـ 7,901 نسمة .